# سایمن الیوت
سایمن جان الیوت (انگلیسی: Simon John Elliott؛ زادهٔ ۱۰ ژوئن ۱۹۷۴) یک بازیکن فوتبال اهل نیوزیلند است.
از باشگاه‌هایی که در آن بازی کرده‌است می‌توان به کلمبوس کرو، باشگاه فوتبال ولینگتون فونیکس، باشگاه فوتبال چیواس یواس‌ای، باشگاه فوتبال سن‌خوزه ارث‌کوئیکز، باشگاه فوتبال لس‌آنجلس گلکسی، و باشگاه فوتبال فولام اشاره کرد.
وی همچنین در تیم ملی فوتبال نیوزیلند بازی کرده‌است.